# Xã Cowanshannock, Quận Armstrong, Pennsylvania
Xã Cowanshannock (tiếng Anh: Cowanshannock Township) là một xã thuộc quận Armstrong, tiểu bang Pennsylvania, Hoa Kỳ. Năm 2010, dân số của xã này là 2.899 người.